# David Robinson
David Maurice Robinson (sinh ngày 6 tháng 8 năm 1965) là cựu vận động viên bóng rổ người Mỹ, chơi cho đội San Antonio Spurs tại giải bóng rổ nhà nghề Mỹ (NBA) từ năm 1989 đến 2003, và là 1 cổ đông nhỏ của Spurs.. Được đặt biệt danh là "Đô đốc" ("the Admiral") vì đã phục vụ trong Hải quân Hoa Kỳ, Robinson đã 10 lần tham dự NBA All-Star, được NBA MVP năm 1995, hai lần vô địch NBA (1999 và 2003), hai lần đoạt Huy chương vàng Olympic (1992, 1996), hai lần được giới thiệu vào Sảnh danh vọng bóng rổ Naismith (2009 cho sự nghiệp cá nhân của anh ấy, 2010 với tư cách là thành viên của Đội bóng rổ Olympic nam của Hoa Kỳ 1992), và hai lần được giới thiệu vào Đại sảnh Danh vọng Olympic Hoa Kỳ (cá nhân năm 2008, năm 2009 với tư cách là thành viên của đội Olympic 1992). Anh ấy được vinh danh là một trong những cầu thủ xuất sắc nhất mọi thời đại của giải đấu khi được ghi tên vào Đôi kỷ niệm 50 năm NBA (1996) và Đội kỷ niệm 75 năm (2021). Ông được nhiều người coi là một trong những trung phong vĩ đại nhất trong cả lịch sử bóng rổ đại học và NBA.

## Thời thơ ấu, cuộc đời và giáo dục
Robinson sinh ra ở Key West, Florida, con thứ hai của Ambrose và Freda Robinson. Vì cha của Robinson ở trong Hải quân Hoa Kỳ, gia đình thường xuyên di chuyển. Sau khi cha anh nghỉ hưu từ Hải quân, gia đình định cư ở Woodbridge, Virginia, nơi Robinson học xuất sắc ở trường và trong hầu hết các môn thể thao, ngoại trừ bóng rổ. Robinson theo học Trường trung học Osbourn Park ở Manassas, Virginia, ngay bên ngoài Washington, D.C., nơi cha của Robinson đang làm kỹ sư.
Robinson có chiều cao trung bình trong hầu hết thời thơ ấu và tuổi thiếu niên, cao 5 ft 9 in (1,75 m) vào năm hai ở trường trung học (16–17 tuổi). Tuy nhiên, trong năm cuối cấp (17–18 tuổi) ở trường trung học, ông đã trải qua một sự tăng chiều cao vượt bậc và phát triển lên đến 6 ft 6 in (1,98 m). Ông chưa chơi bóng rổ có tổ chức hay tham dự bất kỳ trại bóng rổ nào, nhưng huấn luyện viên bóng rổ của trường đã thêm ông vào đội. Robinson đã giành được danh hiệu toàn khu vực và toàn quận nhưng không thu hút được nhiều sự quan tâm của các huấn luyện viên bóng rổ đại học.
Robinson tốt nghiệp trường Osbourn Park năm 1983. Ông đạt được số điểm 1320 trong kỳ thi SAT và sau đó theo học Học viện Hải quân Hoa Kỳ, nơi ôngtheo học chuyên ngành toán học và chơi trong đội bóng rổ. Vào thời điểm đó Học viện Hải quân có giới hạn chiều cao là 6 ft 6 in (1,98 m) đối với tất cả hải quân chuẩn uý, nhưng vào mùa thu khi năm học mới bắt đầu, Robinson đã tăng lên 6 ft 7 in (2,01 m). Cho rằng ông khó có thể phát triển hơn nữa, giám đốc học viện đã cho phép ông được miễn trừ, nhưng Robinson vẫn tiếp tục phát triển, và đến đầu năm thứ hai tại học viện, ông đã gần đạt được chiều cao trưởng thành là 7 ft 1 in (2,16 m), điều này sau đó đã ngăn cản ông phục vụ trên bất kỳ tàu hải quân nào của Hoa Kỳ.
Năm 2011, Robinson lấy bằng Thạc sĩ Quản trị (tập trung vào phát triển tổ chức) từ Đại học Incarnate Word để "hiểu rõ hơn cách thức hoạt động của các doanh nghiệp và cách xây dựng chúng."

## Sự nghiệp thể thao đại học và nghĩa vụ quân sự
Robinson được nhiều người coi là cầu thủ bóng rổ giỏi nhất trong lịch sử Học viện Hải quân. Anh ấy đã chọn số áo 50 theo tên thần tượng của mình Ralph Sampson. Anh ấy bắt đầu học đại học mà không hề mong đợi được chơi ở NBA, nhưng trong hai năm cuối cùng của Robinson, anh ấy đã là đồng thuận All-American và giành được hai giải thưởng cầu thủ danh giá nhất của bóng rổ đại học, Naismith và Wooden Awards, với tư cách là học sinh hạng nhất (năm bốn) của Học viện Hải quân. Năm 1986, Robinson dẫn dắt Navy, hạt giống số bảy, tới Final Four (Bán kết) trước khi thất bại trước Duke trong trận Chung kết khu vực phía Đông. Robinson chơi ba năm đầu tiên cho đội Midshipmen dưới thời Paul Evans (người đã rời Navy để làm huấn luyện viên tại Pitt) và mùa giải cuối cấp của anh ấy dưới thời cựu Đại học Georgia huấn luyện viên trưởng tạm thời Pete Herrmann. Sau khi tốt nghiệp, anh ấy đủ điều kiện tham gia 1987 NBA Draft và được San Antonio Spurs lựa chọn với lượt chọn tổng thể đầu tiên; tuy nhiên, Spurs đã phải đợi hai năm vì anh phải hoàn thành nghĩa vụ tại ngũ với Hải quân.
Robinson đã cân nhắc việc rời học viện sau năm thứ hai, trước khi phải thực hiện nghĩa vụ phục vụ tại ngũ. Anh quyết định ở lại sau khi thảo luận với Giám đốc về khả năng chiều cao của anh sẽ khiến anh không thể phục vụ trên biển với tư cách sĩ quan không hạn chế, điều này sẽ gây bất lợi cho sự nghiệp hải quân của anh và có thể khiến anh không thể nhận được bằng cấp. Như một sự thỏa hiệp, Bộ trưởng Hải quân John Lehman đã cho phép Robinson đào tạo và nhận nhiệm vụ với tư cách là sĩ quan tham mưu trong Quân đoàn Kỹ sư Xây dựng. Do đó, Robinson được đưa vào biên chế trong Hải quân Trừ bị và chỉ được yêu cầu thực hiện nghĩa vụ tại ngũ ban đầu là hai năm. Sau khi tốt nghiệp Học viện Hải quân, Robinson trở thành sĩ quan kỹ thuật dân dụng tại Căn cứ tàu ngầm hải quân Kings Bay ở Georgia. Anh ấy thường xuyên xuất hiện trong các tài liệu tuyển dụng cho nghĩa vụ. Mặc dù có biệt danh là "Đô đốc", cấp bậc thực tế của Robinson khi hoàn thành nghĩa vụ cam kết là Trung úy (cấp cơ sở).

## Sự nghiệp thể thao chuyên nghiệp

### San Antonio Spurs (1989–2003)

#### Tân binh của năm, giải thưởng DPOY và danh hiệu ghi điểm (1989–1994)
Vì ông chưa ký hợp đồng nên các quy định của NBA quy định rằng Robinson có thể đã tham gia lại dự thảo NBA sau khi thực hiện nghĩa vụ hải quân. Mặc dù có suy đoán rằng anh ấy có thể chọn không ký hợp đồng với Spurs, Robinson đồng ý chuyển đến San Antonio cho Mùa giải 1989–90, nhưng Spurs đã đồng ý trả cho ông số tiền bằng mức lương trung bình của hai cầu thủ được trả lương cao nhất giải đấu mỗi người năm, hoặc giải phóng ông cho thị trường tự do.